# Takahiro Ogihara
 (juin 2025).
Si vous disposez d'ouvrages ou d'articles de référence ou si vous connaissez des sites web de qualité traitant du thème abordé ici, merci de compléter l'article en donnant les références utiles à sa vérifiabilité et en les liant à la section « Notes et références ».
Takahiro Ogihara (扇原 貴宏, Ōgihara Takahiro) est un footballeur japonais né le 5 octobre 1991 à Sakai. Il évolue au poste de milieu de terrain avec Yokohama F·Marinos.

## Palmarès
- Avec le  Yokohama F. Marinos 
  - Champion du Japon en 2019